# Joiz
Joiz è un'emittente televisiva privata generalista della Svizzera tedesca indirizzata ad un pubblico di adolescenti e giovani (15-34 anni).

## Storia
Joiz trasmette ininterrottamente in alta definizione dal 28 marzo 2011. I concepitori realizzarono l'idea di «Second screen» ritenendo che la maggior parte dei giovani guardasse la televisione prevalentemente su internet. Il canale permette dunque di guardare le proprie trasmissioni in «cross media», interagendo sul suo portale web, sulla rete mobile e sulle reti sociali associate all'emittente. Joiz è finanziata esclusivamente dalla pubblicità. Per il suo concept innovativo, la televisione ha ricevuto nel 2011 uno «Swiss ICT Awards» riguardante l'utilizzo nei suoi programmi delle Tecnologie dell'informazione e della comunicazione.

## Programmazione
La maggior parte dei programmi sono giochi e talk show dove i telespettatori possono interagire tra di loro. Il canale trasmette anche video musicali, programmi dedicati all'occupazione giovanile (Joizone Jobs), alla salute dei giovani (Health Joizone), un programma di cucina (Kochen mit Shibby), uno di cinema (Cut) e un reality show in partnership con la Migros (M-Budget WG).

## Diffusione
All'inizio diffusa principalmente su internet attraverso alcune piattaforme di diffusione "ad hoc" come Zattoo, l'emittente è inclusa nell'offerta della UPC Cablecom a partire dal 2011, in seguito a una decisione del Tribunale amministrativo federale che, nel 2010, obbligò l'operatore via cavo a riprendere il segnale di Joiz in analogico e digitale. UPC Cablecom ha ritenuto che il contenuto dell'emittente, dato il linguaggio scurrile di alcuni programmi, non andasse integrato nell'offerta.